# 1981년 대한민국의 영화 목록
다음은 1981년에 개봉됐던 대한민국의 영화 목록이다.

## 목록
- 0번 아가씨
- 가슴깊게 화끈하게
- 강변부인
- 겨울에 내리는 봄비
- 고래섬 소동
- 공룡 100만년 똘이
- 괴도출마
- 괴시
- 괴초 도사
- 귀화산장
- 그 사랑 한이 되어
- 그대앞에 다시서리라
- 김두한과 서대문 1번지
- 김두한형 시라소니형
- 깊은 밤 갑자기
- 꼭지 꼭지
- 난장이가 쏘아올린 작은 공
- 내 모든 것 빼앗겨도
- 내 이름은 마야
- 노명검
- 노상에서
- 대형출도
- 도시로 간 처녀
- 돌아온 용쟁호투
- 두 아들 2
- 로보트킹
- 만다라
- 망령의 웨딩드레스
- 매일 죽는 남자
- 메아리
- 미워도 다시 한번
- 미워할 수 없는 너
- 별들의 고향 3
- 별명 붙은 사나이
- 본전생각
- 빙점
- 뻐꾸기도 밤에 우는가
- 뽀빠이와 토순이의 세계일주
- 사람의 아들
- 사랑하는 사람아
- 사향마곡
- 사형삼걸
- 삼원녀
- 색깔있는 여자
- 세번은 짧게 세번은 길게
- 소림사 주방장
- 슬픈계절에 만나요
- 십팔 통문방
- 아가씨 참으세요
- 아빠 안녕
- 앵무새 몸으로 울었다
- 어둠의 자식들
- 엄마 찾아 삼만리
- 여자가 울린 남자
- 여호신
- 연분홍치마
- 오늘밤은 참으세요
- 요
- 용권사수
- 용호의 사촌들
- 원권
- 월광쌍수
- 육체의 문
- 이 깊은밤의 포옹
- 이 세상 다 준다 해도
- 이런 여자 없나요
- 인무가인
- 인사야투
- 일소일권
- 자유부인
- 저 높은 곳을 향하여
- 정무문
- 종군수첩
- 종점
- 청춘을 뜨겁게
- 초대받은 사람들
- 춘색호곡
- 취팔권 광팔권
- 캔디 캔디
- 탈명비주
- 팔대취권
- 피막
- 하늘나라 엄마별이
- 하얀 미소
- 한녀
- 혈도살수
- 화요일 밤의 여자
- 흑표비객
- 흡혈귀 야녀

## 참고 자료
- KOFIC 영화데이터베이스